# Van der Lingenspolder
De Van der Lingenspolder is een polder die zich bevindt tussen Oostburg en Nieuwvliet. Ze behoort tot de Catspolders.
De polder werd in 1636 bedijkt. Het betrof 39 ha schorren in het noorden van de monding van het Nieuwerhavense Gat. Bedijker was Johan van der Linge, naar wie de polder werd vernoemd. Aangenomen wordt dat de polder bij de Stormvloed van 1682 onder water kwam te staan. In 1686 werd ze herdijkt door Pieter Richard, die toen eigenaar van de polder was.
De polder ligt ten zuiden van de Ringdijk en aan de westrand van de polder ligt de buurtschap Marollenput. De hoeve Burghof bevindt zich in de polder.